# Leon Schlumpf
Leon Schlumpf (Felsberg, Grisones, Suiza, 3 de febrero de 1925-Coira, 7 de julio de 2012) fue un político y abogado suizo, cuyos ascendientes eran originarios de Mönchaltorf, Zúrich. Fue consejero federal de 1979 a 1987 y miembro de la Unión Democrática de Centro (UDC/SVP).

## Biografía
Una vez terminada la enseñanza primaria, Leon asiste al instituto de segunda enseñanza de Coira. Luego estudia Derecho en la Universidad de Zúrich. Ejerce como abogado en el tribunal para abogados de Coira de 1961 a 1965.
En 1966 es elegido Consejero de Estado del cantón de los Grisones, en el que dirige durante ocho años el Departamento Federal del Interior y de Economía pública. Ese mismo año es elegido como candidato de su partido al Consejo Nacional suizo, luego es elegido como UDC al Consejo de los Estados.
Schlumpf estaba casado con Gertrud «Trudi» Schlumpf-Rupp desde 1953. El matrimonio tuvo tres hijas, su hija Eveline Widmer-Schlumpf fue la primera mujer elegida para el gobierno cantonal de los Grisones en 1998 y la primera mujer de la UDC elegida para el Consejo Federal en 2007. Después de que el Partido Popular Suizo expulsara a su sección cantonal de los Grisones en 2008, Leon Schlumpf y su hija se afiliaron al recién fundado Partido Cívico Democrático.
Schlumpf falleció el 7 de julio de 2012 a la edad de 87 años en el Hospital Cantonal de los Grisones en Chur.

## Consejo Federal
El 5 de diciembre de 1979, es elegido al Consejo Federal. Allí dirige el Departamento Federal del Medio Ambiente, Transportes, Energía y Comunicaciones del 1 de enero de 1980 al 31 de diciembre de 1987.
Leon Schlumpf fue vicepresidente de la Confederación en 1983 y presidente en 1984. 